# Hansjörg Wagner

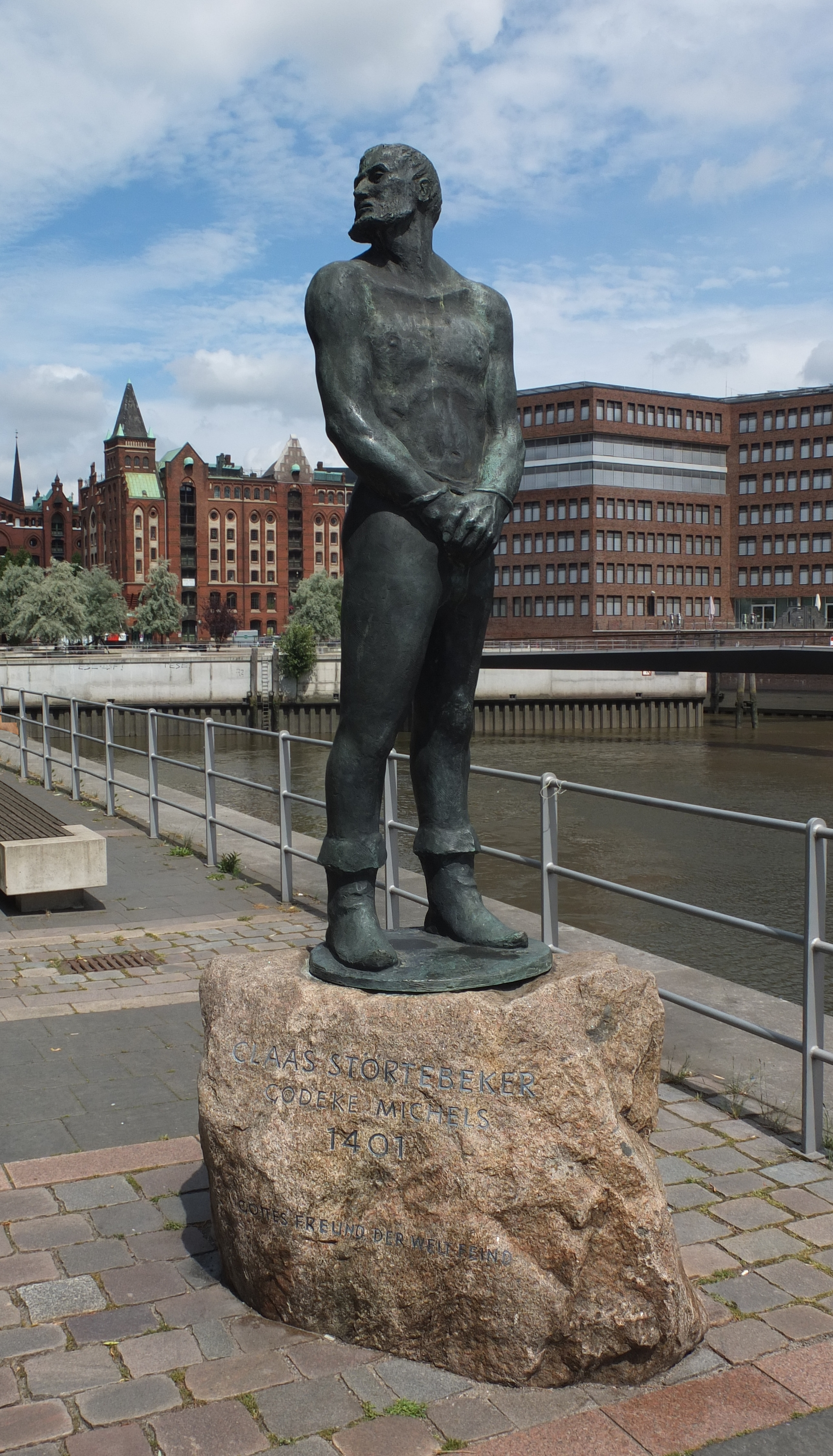
Das Klaus Störtebeker-Denkmal in der Hamburger Speicherstadt

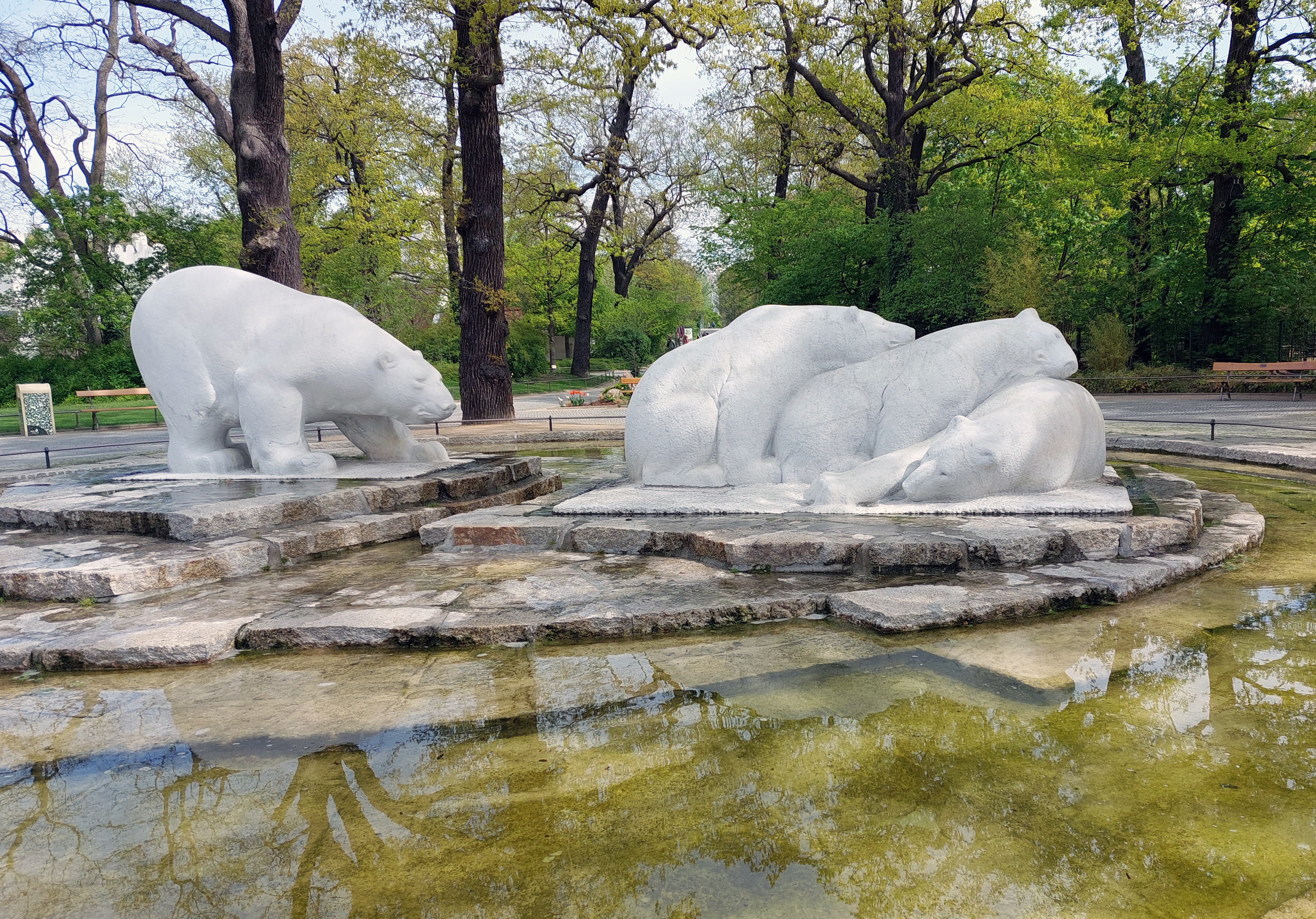
Eisbärengruppe im Zoologischen Garten Berlin

Hansjörg Wagner (* 3. August 1930 in Berlin; † 14. Mai 2013 in München) war ein deutscher Bildhauer, Maler und Zeichner.

## Werdegang
Als junger Künstler fand Hansjörg Wagner über die Zeichnung zur Malerei, in der er sich autodidaktisch ausbildete. In der Bildhauerei wurde er von Fritz Behn in den Jahren 1951 bis 1958 in dessen Münchener Atelier angeleitet und kritisiert. Daneben förderten ihn Arthur Rümann und Ernst Buchner. Ab 1953 erfolgten Ankäufe der Städtischen Galerie im Lenbachhaus (1953–1955), der Neuen Pinakothek München (1966, heute Pinakothek der Moderne) und der Sammlung Georg Schäfer.
Das Œuvre Hansjörg Wagners ist durch periodisch wiederkehrende Grundelemente geprägt, wie etwa die Schöpfung und das Prinzip der Einheit. Aus jedem Jahrzehnt gibt es Werke mit ähnlichen Themen. Das Selbstporträt im Atelier, das Pferd im Garten und die Nonnen entstanden beispielsweise nach einer langen, überwundenen Krankheit und in der Zeit eines Neubeginns. In dieselbe Zeit fallen auch die Illustrationen zu Fjodor Dostojewskis Schuld und Sühne und Lew Tolstois Volkserzählungen. Radierzyklen und Illustrationen zu Charles Dickens und Hans Christian Andersen entstanden in den darauf folgenden Jahren.
Hansjörg Wagner richtete 1976 neben seinem Atelier in München ein weiteres Atelier in Italien ein, um in Stein und Bronze zu arbeiten. Es entstanden fortlaufend Großplastiken, etwa der Tiger (Privatbesitz), das „Störtebeker-Denkmal“ (Hamburg), die „Elch-Gruppe“, der „Eisbären-Brunnen“ (Zoologischer Garten Berlin), der „Gorilla“ (Privatbesitz), die „Trauernde“ (Privatbesitz), der „Bulle“ (Schwandorf), das „William Lindley-Denkmal“ (Hamburg), die „Pfauen“ (Privatbesitz), der „Moritatensänger“, die „Zitronenjette“ (Hamburg), die „Sportler-Gruppe“ (Ismaning) und die „Kodiakbären-Gruppe“ (Privatbesitz).
Hansjörg Wagner war Ehrenmitglied der Accademia internazionale delle Muse in Florenz und Mitglied der National Sculpture Society in New York.

## Veröffentlichungen
- Hansjörg Wagner – Graphik Zeichnungen. Hirmer, München 1973, ISBN 3-7774-263-0.
- Das druckgraphische Werk 1951–1980. Das Werkstattbuch, Murnau 1981, ISBN 3-921773-07-5.
- Die Schneekönigin. Das Werkstattbuch, Murnau 1981, ISBN 3-921773-06-7.
- Skizzenbuch. Hirmer, München 1985, ISBN 3-7774-4070-1.
- Dualismus und Einheit – Bild und Vision. Die Blaue Eule, Essen 1996, ISBN 3-89206-738-4.
- Das Problem der Vollendung – Das Unendliche im Augenblick. Die Blaue Eule, Essen 1999, ISBN 3-89206-915-8.
- Über den Begriff der Zeit im Kunstwerk – Das Scheitern der Moderne. Die Blaue Eule, Essen 2003, ISBN 3-89924-055-3.